# الكتابة (فقه)

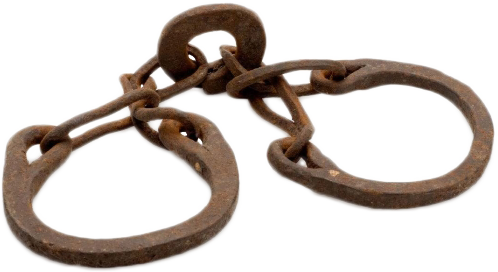

الكتابة عقد بين المولى ومملوكه على أن يؤدّي ذلك المملوك مالا معلوما بمقابلة عتق يحصل له عند أدائه. فخرج العتق على ماله لأنه ليس بعتق بل هو في معنى اليمين سمي هذا العقد بها لأن الغالب أن العبد يكتب لمولاه وثيقة في ذلك والمولى يكتب لعبده وثيقة فالكتابة إعتاق المملوك يدا حالا ورقبة مآلا ويسمى ذلك المملوك مكاتبا.

## وجه التسمية
قول الفقهاء باب الكتابة فيه تسامح لأن الكتابة اسم المكتوب وقيل للمكاتبة كتابة تسمية باسم المكتوب مجازا واتساعا لأنه يكتب غالبا للعبد على سيده كتاب بالعتق عند أداء النجوم ثم كثر الاستعمال حتى قال الفقهاء للمكاتبة كتابة وإن لم يكتب شيء. قال الأزهري وسميت المكاتبة كتابة في الإسلام وفيه دليل على أن هذا الإطلاق ليس عربيا. وشذ الزمخشري فجعل المكاتبة والكتابة عربيا ولا يكاد يوجد لغيره. ذلك ويجوز أنه أراد الكتاب فطغى القلم بزيادة الهاء. قال الأزهري الكتاب والمكاتبة أن يكاتب عبده أو أمته على مال منجم ويكتب العبد عليه أنه يعتق إذا أداه فالعبد مكاتب بالفتح اسم مفعول وبالكسر اسم فاعل لأنه كاتب سيده فالفعل منهما والأصل في باب المفاعلة أن يكون من اثنين فصاعدا يفعل أحدهما بصاحبه ما يفعل هو به فكل منهما هو فاعل ومفعول من حيث المعنى.

## عند الإغريق والروم
كان العبد عند الروم يعتق نفسه مقابل ثمن يجمع ويؤدى للسيد ويسمى خوريس أوكويتيس عند الإغريق وبيكوليوم عند الروم.